# Stier (Tierkreiszeichen)

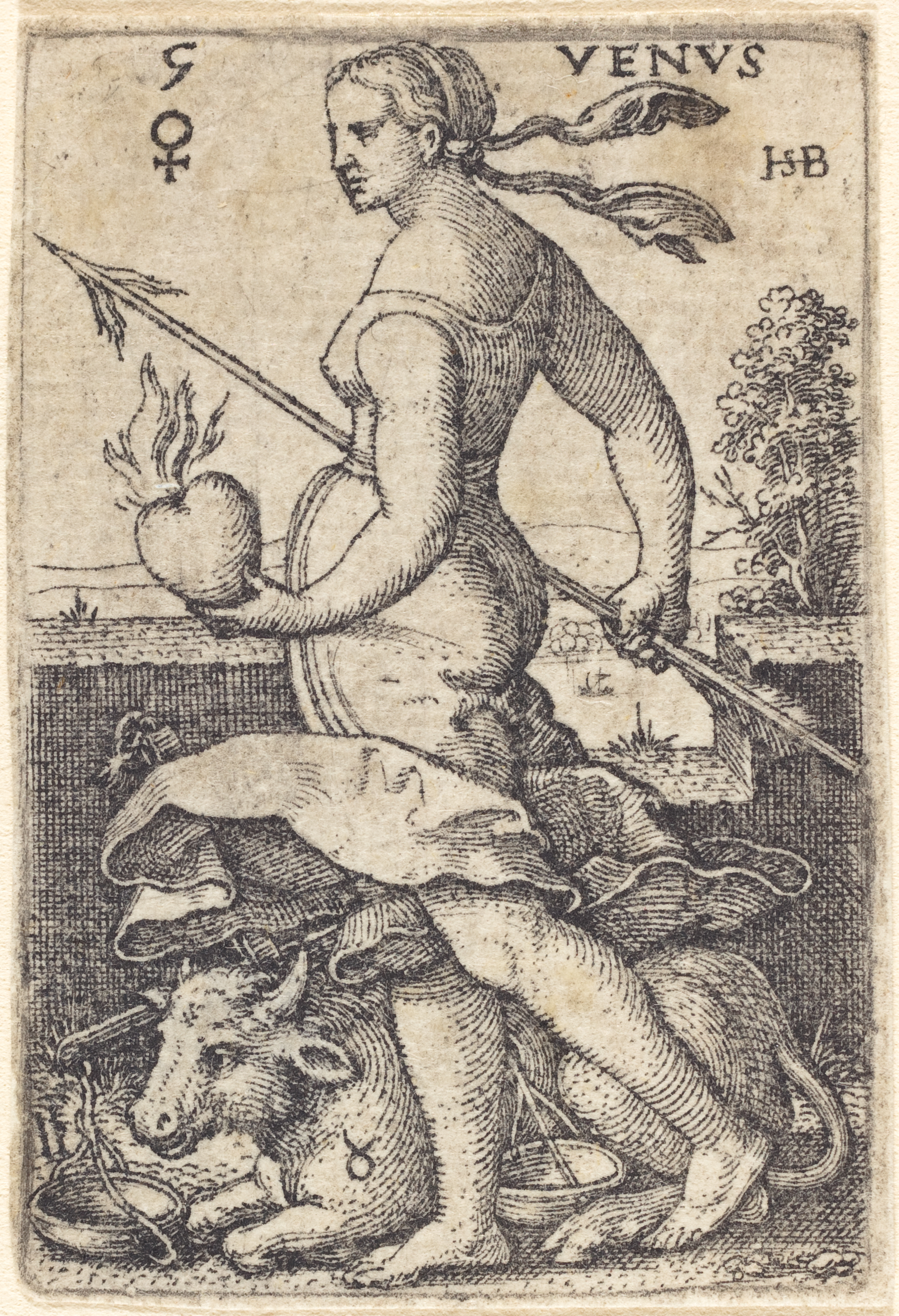
Venus als Herrscherin des Zeichens Stier (Stich von Hans Sebald Beham 1539)

Astrologisches Symbol des Stiers

Das Tierkreiszeichen Stier (altgriechisch ταῦρος Taúros, lateinisch Taurus) entspricht dem zweiten Abschnitt des Tierkreises von 30° bis 60° ekliptikaler Länge ab dem Frühlingspunkt.
Die Sonne befindet sich im Mittel in der Zeit zwischen 21. April und 21. Mai in diesem Zeichen. Aufgrund der Wanderung des Frühlingspunktes entspricht das Tierkreiszeichen Stier heute nicht mehr dem Sternbild Stier. Im Sternbild Stier befindet sich die Sonne ungefähr in der Zeit zwischen 14. Mai und 21. Juni.
Nach dem Tetrabiblos des Claudius Ptolemäus
- ist der Stier weiblich (I.12),
- er ist das Haus der Venus (I.17), und
- der Mond ist im Stier erhöht (I.19).

Als melothesische Entsprechung wurde dem Stier in der antiken Iatroastrologie als menschlicher Körperteil der Hals zugeordnet. Die zugeordnete Gottheit war der Herrscherin des Zeichens entsprechend Venus.
Mit Jungfrau und Steinbock bildet der Stier das Trigon des Elements Erde und mit Löwe, Skorpion und Wassermann das Quadrat der vier festen Zeichen.
Das Zeichen war bereits Teil des babylonischen Tierkreises. Auf den MUL.APIN-Tafeln erscheint es als „Himmelsstier“ oder „Stier des Anu“ (GUD.AN.NA). Es handelt sich um das gleiche Wort, mit dem der Himmelsstier im sumerischen Gilgamesch-Epos bezeichnet wird.
Dargestellt wird das Zeichen seit der Antike als Stier mit zum Angriff gesenkten Hörnern, wobei nur die vordere Hälfte gezeigt wird, was dem Sternbild entspricht. Das astrologische Symbol ist die Stilisierung eines (von vorn gesehenen) Stierkopfs als Kreis mit aufgesetztem Hörnerpaar.
Das Unicode-Zeichen für das Symbol ist U+2649 (♉).